# 1699 Honkasalo
1699 Honkasalo је астероид главног астероидног појаса са средњом удаљеношћу од Сунца која износи 2,210 астрономских јединица (АЈ).
Апсолутна магнитуда астероида је 12,5.